# Benedikte Naubertová
Christiane Eugenie Benedikte Naubertová (13. září 1752 Lipsko – 12. ledna 1819 Lipsko) byla saská spisovatelka, autorka více než 50 historických románů, které psala především pod různými pseudonymy. Sbírala též německé národní pohádky a pověsti. Je zakladatelkou historického románu v Německu. Své historické romány zveřejňovala mnohem dříve než uznávaný skotský literát Walter Scott, který je považován za zakladatele historického románu ve světě. Je tedy jedním z prvních autorů historických románů.

## Život
Narodila se roku 1752 v Lipsku jako Christiana Benedicta Eugenie Hebenstreit. Její otec Johann Ernst Hebenstreit (1703-1757) byl profesor medicíny, přírodovědec na Universitě v Lipsku. Její nevlastní bratr byl profesorem teologie. Matka Christiane Eugenie H. Bossecková, dcera Benjamin Gottlieb Bossecka (1676-1758), byla právnička. Většina jejich dětí šla v otcových a matčiných stopách; věnovaly se medicíně, teologii a právnictví. Benediktě se dostalo vysokého vzdělání, a tak vynikala ve filosofii, historii, latině a řečtině. Za svůj život se provdala dvakrát, a to nejprve roku 1797 za obchodníka a majitele panství Lorence Viléma Holderriedra z Naumburgu. Ten ovšem brzy po sňatku zemřel, a tak se roku 1800 provdala za Johanna Georga Nauberta, který byl též obchodníkem pocházejícím z Naumburgu.
Naubertová vydala téměř všechny své knihy anonymně. Z důvodu učenosti jejích knih byli za jejich autory považováni různí muži, například Johann Friedrich Wilhelm Müller.
Roku 1817 byla ovšem její identita odhalena v německém časopise Noviny pro elegantní svět (Zeitung für die elegante Welt), a to bez jejího svolení, proto také jeden ze svých posledních románů Rosalba vydala již pod svým pravým jménem. Dnes je Benedikte Naubertová do značné míry neznámá.

## Rodina
Benedikte Naubertová se narodila do početné rodiny. Měla tři bratry a dvě sestry. Děti se věnovaly většinou podobným povoláním jako medicína, teologie, práva a některé z nich byli i profesorové.
- Georg Ernst Hebenstreit (1739-1781), teolog.
- Heinrich Michael Hebenstreit (1745-1786), historik a právník.
- Ernst Benjamin Gottlieb Hebenstreit (1753-1803), profesor medicíny.
- Christiane Sophie, Naubertové starší sestra (narozená 1742), vdaná za pastora Christiana Benjamina Claruse. Jejím synem, a tedy synovcem Benedikte Naubertové, byl prof. Dr. med. Johann Christian August Clarus (1774-1854), známý jako autor psychiatrického posudku na Johanna Christiana Woyzecka, o němž napsal slavnou hru Georg Büchner.
- Minna

## Dílo
- Heerfort a Klářička. Něco pro citlivé duše. Frankfurt 1779.
- Příběhy Emy, dcery císaře Karla Velikého, a jeho důvěrného písaře Eginharda. Lipsko 1785.
- Walter von Montbarry, velmistr řádu templářů. Lipsko 1786.
- Amalgundská italská královna nebo Pohádka o divotvorném prameni. Pověst z dob Theodora Velikého. 1787.
- Příběh hraběnky Tekly von Thurnové aneb Scény z třicetileté války. Lipsko 1788.
- Krátký kabát a Otílie, dvě lidové pohádky. Armbruster, Wien 1819.